# 티롤주

티롤 주의 위치

티롤주(독일어: Tirol)는 오스트리아 서부에 있는 주이다. 면적 12,647km2, 인구 704,742(2009). 주도는 인스브루크이다.

주기
주 문장

## 개요
오스트리아 서부의 알프스산맥의 산간 지대에 위치한다. 남쪽은 이탈리아, 북쪽은 독일과 국경을 접한다. 1140년 티롤 백국이 형성되었다. 제1차 세계대전 후 티롤 지방의 남부는 이탈리아로 넘어갔으며, 나머지 티롤 지방은 오스트리아 공화국의 한 주가 되었다. 티롤 지방 남부가 이탈리아로 넘아가면서 오스트리아의 티롤 주는 동과 서로 분할된 형태를 갖게 되었다. 서쪽이자 북쪽의 대부분의 티롤주를 북티롤, 동쪽의 떨어진 지역을 동티롤이라고 한다. 이탈리아에 속하게 된 티롤 지역에도 독일어 사용자가 많아 오스트리아 귀속 문제가 크게 부각되기도 하였다.

## 행정 구역
티롤주는 1개 헌장 도시, 8개 군으로 구성되어 있다. 이 가운데 리엔츠군은 리엔츠를 중심으로 한 분리된 동부 지역에 위치한다.

### 헌장 도시
- 인스브루크 (주도)

### 군
- 란데크군
- 로이테군
- 리엔츠군
- 슈바츠군
- 인스브루크란트군
- 임스트군
- 쿠프슈타인군
- 키츠뷔엘군

## 같이 보기
- 티롤
- 동티롤
- 북티롤